# Insanity and Genius
Insanity and Genius treći je studijski album njemačkog power metal sastava Gamma Ray i njegov posljednji na kojem je pjevao Ralf Scheepers. Kai Hansen je pjevao na pjesmi "Heal Me", a Dirk Schlächter u "Your Tørn Is Over". Album je 28. lipnja 1993. godine objavila diskografska kuća Noise Records.

## Popis pjesama
| 1.    | »Tribute to the Past«               | Kai Hansen         | Hansen, Jan Rubach            | 5:04 |
| 2.    | »No Return«                         | Hansen             | Hansen                        | 4:06 |
| 3.    | »Last Before the Storm«             | Hansen             | Hansen                        | 4:28 |
| 4.    | »The Cave Principle«                | Hansen             | Hansen                        | 6:51 |
| 5.    | »Future Madhouse«                   | Hansen, Scheepers  | Hansen                        | 4:07 |
| 6.    | »Gamma Ray« (obrada Birth Controla) | Bruno Frenzel      | Bruno Frenzel                 | 5:20 |
| 7.    | »Insanity and Genius«               | Thomas Nack        | Rubach                        | 4:30 |
| 8.    | »18 Years«                          | Scheepers          | Scheepers, Dirk Schlächter    | 5:23 |
| 9.    | »Your Tørn Is Over«                 | Hansen, Schlächter | Hansen, Schlächter            | 3:52 |
| 10.   | »Heal Me«                           | Hansen, Schlächter | Hansen, Schlächter            | 7:32 |
| 11.   | »Brothers«                          | Hansen, Scheepers  | Hansen, Scheepers, Schlächter | 5:14 |
| 56:27 |                                     |                    |                               |      |

| Bonus pjesma na japanskom izdanju | Bonus pjesma na japanskom izdanju | Bonus pjesma na japanskom izdanju | Bonus pjesma na japanskom izdanju | Bonus pjesma na japanskom izdanju | Bonus pjesma na japanskom izdanju | Bonus pjesma na japanskom izdanju | Bonus pjesma na japanskom izdanju | Bonus pjesma na japanskom izdanju | Bonus pjesma na japanskom izdanju |
| Br.                               | Skladba                           | Tekstopisac                       | Skladatelj                        | Trajanje                          |                                   |                                   |                                   |                                   |                                   |
| --------------------------------- | --------------------------------- | --------------------------------- | --------------------------------- | --------------------------------- | --------------------------------- | --------------------------------- | --------------------------------- | --------------------------------- | --------------------------------- |
| 12.                               | »Heroes«                          | Hansen, Scheepers                 | Hansen, Scheepers, Schlächter     | 5:00                              |                                   |                                   |                                   |                                   |                                   |
| 61:27                             |                                   |                                   |                                   |                                   |                                   |                                   |                                   |                                   |                                   |

| Bonus pjesme na reizdanju iz 2002. | Bonus pjesme na reizdanju iz 2002. | Bonus pjesme na reizdanju iz 2002. | Bonus pjesme na reizdanju iz 2002. | Bonus pjesme na reizdanju iz 2002. | Bonus pjesme na reizdanju iz 2002. | Bonus pjesme na reizdanju iz 2002. | Bonus pjesme na reizdanju iz 2002. | Bonus pjesme na reizdanju iz 2002. | Bonus pjesme na reizdanju iz 2002. |
| Br.                                | Skladba                            | Tekstopisac                        | Skladatelj                         | Trajanje                           |                                    |                                    |                                    |                                    |                                    |
| ---------------------------------- | ---------------------------------- | ---------------------------------- | ---------------------------------- | ---------------------------------- | ---------------------------------- | ---------------------------------- | ---------------------------------- | ---------------------------------- | ---------------------------------- |
| 12.                                | »Gamma Ray« (produžena inačica)    | Bruno Frenzel                      | Bruno Frenzel                      | 7:26                               |                                    |                                    |                                    |                                    |                                    |
| 13.                                | »Exciter« (obrada Judas Priesta)   | Rob Halford, Glenn Tipton          | Halford, Tipton                    | 5:01                               |                                    |                                    |                                    |                                    |                                    |
| 14.                                | »Save Us« (uživo)                  | Hansen                             | Hansen                             | 5:41                               |                                    |                                    |                                    |                                    |                                    |
| 74:35                              |                                    |                                    |                                    |                                    |                                    |                                    |                                    |                                    |                                    |

## Zasluge
| Gamma Ray - Jan Rubach – bas-gitara, umjetnički smjer, dizajn - Thomas Nack – bubnjevi - Kai Hansen – gitara, prateći vokal, vokal (na pjesmi "Brothers"), produkcija, inženjer zvuka - Ralf Scheepers – vokal, prateći vokal - Dirk Schlächter – gitara, klavijature, prateći vokal, vokal (na pjesmi "Your Tørn Is Over"), produkcija, inženjer zvuka | Ostalo osoblje - Peter Vahlefeld – umjetnički smjer, dizajn - Midon Tsukagoshi – fotografije - K.-U. Walterbach – izvršna produkcija - Eric Philippe – logotip sastava - Charlie Bauerfeind – miks - Achim Kruse – mastering - Sascha Paeth – dodatne klavijature, računalni inženjer zvuka - Kai Karczewski – grafički dizajn |